# Палмейра (Санта-Катарина)
Палмейра (порт. Palmeira)  —  муниципалитет в Бразилии, входит в штат Санта-Катарина. Составная часть мезорегиона Серрана. Входит в экономико-статистический  микрорегион Кампус-ди-Лажис. Население составляет 2318 человек на 2006 год. Занимает площадь 292,216 км². Плотность населения — 7,9 чел./км².

## История
Город основан 18 августа 1995 года. 

## Статистика
- Валовой внутренний продукт на 2003 составляет 26.676.972,00 реалов (данные: Бразильский институт географии и статистики).
- Валовой внутренний продукт на душу населения на 2003 составляет 11.946,70 реалов (данные: Бразильский институт географии и статистики).
- Индекс развития человеческого потенциала на 2000 составляет 0,755 (данные: Программа развития ООН).